# Авл Постумий Альб Региллен (консул 464 года до н. э.)
Авл Постумий Альб Региллен (лат. Aulus Postumius Albus Regillensis; V век до н. э.) — римский политический деятель из патрицианского рода Постумиев, консул 464 года до н. э.
Авл Постумий был сыном Авла Постумия Альба Регилльского, консула 496 года до н. э., и братом Спурия Постумия, консула 466 года. По матери Авл, вероятно, был внуком Публия Валерия Публиколы.
Консулом Авл Постумий стал совместно со Спурием Фурием Медуллином Фузом. Военными действиями руководил главным образом последний; Постумий был только однажды послан «для пресечения грабежей в стране». В 458 году до н. э. Авл Постумий был одним из трёх послов к эквам.